# U 76 (U-Boot, 1940)
U 76 war ein deutsches U-Boot vom Typ VII B, das im Zweiten Weltkrieg von der deutschen Kriegsmarine eingesetzt wurde.

## Geschichte
Der Auftrag für das Boot wurde am 2. Juni 1938 an die Vegesacker Werft in Bremen vergeben. Die Kiellegung erfolgte am 28. Dezember 1939, der Stapellauf am 3. Oktober 1940. Die Indienststellung unter Oberleutnant zur See Friedrich von Hippel fand schließlich am 3. Dezember 1940 statt. Wie die meisten deutschen U-Boote seiner Zeit trug auch U 76 ein bootsspezifisches Zeichen, das von der Besatzung ausgewählt wurde. Das Boot trug die Tyr-Rune, auch Tiwaz genannt, die dem germanischen Kriegsgott Tyr zugeordnet wird. Das Zeichen sieht aus, wie ein aufrecht stehender Pfeil.
Das Boot gehörte nach seiner Indienststellung am 3. Dezember 1940 bis zum März 1941 als Ausbildungsboot zur 7. U-Flottille in Kiel. Nach der Ausbildungszeit kam U 76 vom 1. April 1941 bis zu seiner Versenkung am 5. April 1941 als Frontboot zur 7. U-Flottille nach St. Nazaire.
Kommandant von Hippel lief mit U 76 während seiner Dienstzeit zu einer Unternehmung aus, auf der er zwei Schiffe mit einer Gesamttonnage von 7.290 BRT versenkte.

## Einsatzstatistik
Das Boot lief am 19. März 1941 von Kiel aus. Es lief am 26. März 1941 wegen Schäden am Luftfilter in Bergen ein und am 28. März 1941 wieder aus. U 76 wurde am 5. April 1941 versenkt. Auf dieser 18 Tage dauernden Unternehmung in den Nordatlantik und südlich von Island wurden zwei Schiffe mit 7.290 BRT versenkt.
- 3. April 1941: Versenkung des finnischen Dampfer Daphne (Lage) mit 1.939 BRT. Der Dampfer wurde durch einen Torpedo versenkt. Er hatte Kohle geladen und befand sich auf dem Weg von Newport News nach Petsamo. Es gab keine Verluste.
- 4. April 1941: Versenkung des britischen Dampfers Athenic (Lage) mit 5.351 BRT. Der Dampfer wurde durch einen Torpedo versenkt. Er hatte 8.400 t Getreide geladen und befand sich auf dem Weg von Portland über Sydney nach London. Das Schiff gehörte zum Konvoi SC-26 mit 24 Schiffen. Es gab keine Verluste und 40 Überlebende.

## Verbleib
Vor der Versenkung der Athenic war es deren Besatzung gelungen, ein Notsignal abzusetzen, woraufhin mehrere britische Kriegsschiffe das Versenkungsgebiet anliefen. Der Zerstörer Wolverine bekam schließlich Sonarkontakt zu U 76, das an der Wasseroberfläche lief, um seine Batterien nachzuladen. Kommandant von Hippel leitete ein Alarmtauchen ein, doch das Boot wurde durch Wasserbomben der Wolverine und der inzwischen zu deren Unterstützung eingetroffenen Sloop Scarborough so nachhaltig beschädigt, dass der Kommandant das Boot wieder auftauchen ließ und seine Besatzung anwies, das Boot zu verlassen und ins Wasser zu springen. Währenddessen hatte sich ein drittes britisches Kriegsschiff genähert: Die Korvette Arbutus ging bei U 76 längsseits, um das deutsche U-Boot zu entern. Drei britische Matrosen gingen unter Führung eines Offiziers an Bord von U 76 und versuchten über den U-Boot-Turm in die Zentrale hinabzusteigen, um die Enigma-Chiffriermaschine des Boote und Geheimunterlagen zu sichern. Da in der Zentrale bereits Salzwasser stand und dieses auch mit der Batteriesäure reagiert hatte, wodurch Chlorgas entstanden war, brachen die britischen Soldaten ihren Versuch ab. U 76 sank in Folge der durch Kommandant von Hippel eingeleiteten Selbstversenkung unter Artilleriebeschuss auf der Position 58° 35′ N, 20° 20′ W im Marine-Planquadrat AL 2657. Ein Besatzungsmitglied kam dabei ums Leben, die restlichen 42 wurden von den Briten gerettet und kamen so in Kriegsgefangenschaft.
U 76 verlor während seiner Dienstzeit vor der Versenkung keine Besatzungsmitglieder.